# Panji (Sukasada)
Panji is een bestuurslaag in het regentschap Buleleng van de provincie Bali, Indonesië. Panji telt 8904 inwoners (volkstelling 2010).